# チェリーグローヴ (オレゴン州)
チェリーグローブ（英: Cherry Grove）は、アメリカ合衆国オレゴン州ワシントン郡にある非法人共同体。テュアラティン川北岸に位置し、近くはテュアラティン川が北部オレゴン海岸山脈を抜け、パットン渓谷に入らんとする地域である。
チェリーグローブの設立は1911年、スウェーデン人移民のオーガスト・ラブグレンによって行われた。ラブグレンはアメリカに渡ってきた1883年からオレゴンに来る前、ワシントン州のプレストンで木材の製粉所を運営していたことがあった。ラブグレンは果実の栽培に直結したオレゴンに自ら地名を与えるを望み、「アップルトン」という地名を考案したが、この地名はすでにオレゴンの他の土地で使われていた。そこでラブグレンの従姉妹は彼女の出身地であるミネソタ州のチェリーグローブという名前を与えることを彼に提案したのだった。
チェリーグローブの郵便局は1912年から1959年まで営業していたが、その後郵便局事業はガストンに移管された。

## 関連文献
- Nixon, Birgetta & Mabel Tupper. Cherry Grove - A history from 1852 - 1977 (Cherry Grove, Oregon: 1977)